# Aleksandr Konczin
Aleksandr Aleksiejewicz Konczin (ros. Александр Алексеевич Кончин; ur. 1918 w Buju, zm. 28 kwietnia 1945 w Berlinie) – radziecki wojskowy, bohater Związku Radzieckiego.

## Życiorys

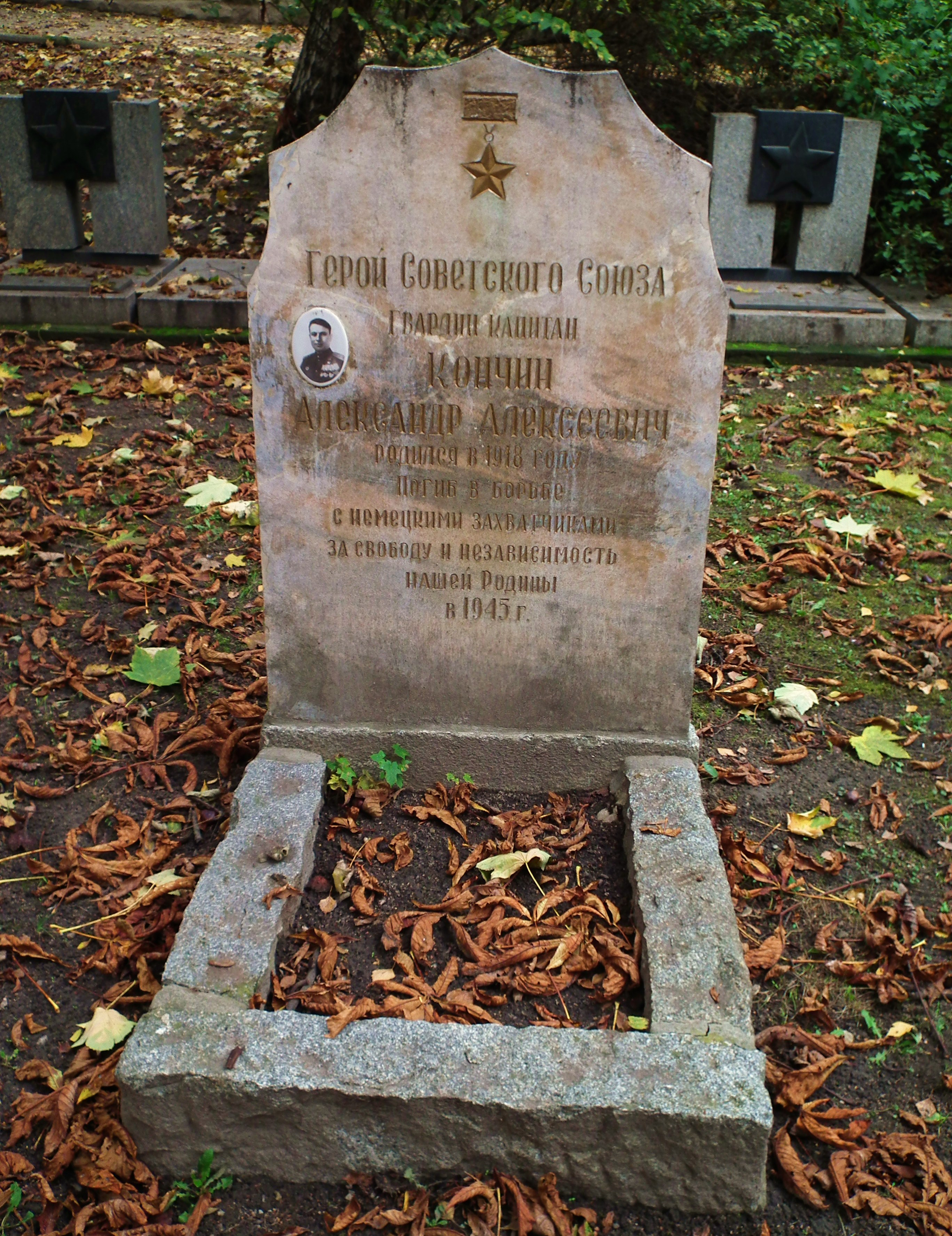
Grób na Cytadeli w Poznaniu

Urodzony w rodzinie robotnika kolejowego. Skończył siedem klas szkoły i Iwanowskie Technikum Przemysłowe. Na ochotnika zgłosił się do Armii Czerwonej podczas wojny radziecko-fińskiej, a potem kontynuował przerwaną naukę na Nowosybirskim Instytucie Budowlanym. Od 1941 członek KPZR.
Ponownie ochotniczo zgłosił się do wojska podczas wojny z Niemcami. Od września 1941 uczył się w szkole wojskowej w Podolsku, a potem wysłano go na linię frontu pod Moskwą jako młodszego oficera politycznego. Od czerwca 1942 brał udział w walkach nad Donem i Wołgą. W sierpniu 1942 był ciężko ranny w walce wręcz z pięcioma hitlerowcami. Otrzymał za to order Czerwonej Gwiazdy, który nadano mu już pośmiertnie, mimo że udało się go odratować. 
Od stycznia 1943 walczył na tyłach wroga w oddziale narciarskim. Latem 1943 skierowano go na studia na Wojskową Akademię Polityczną. Od kwietnia 1944 walczył w szeregach 266 Pułku Strzelców Gwardii jako zastępca dowódcy batalionu do spraw politycznych. Walczył o Kowel, Lublin i obóz na Majdanku, a także podczas forsowania Wisły. Tytuł Bohatera Związku Radzieckiego otrzymał 24 marca 1945 po podjęciu odważnych działań podczas uchwycenia przyczółków na lewym brzegu Warty w Biedrusku. Za walki na terenie Brandenburgii otrzymał Order Czerwonego Sztandaru. 
Kontynuował marsz w kierunku Berlina. Brał udział w bitwie o wzgórza Seelow i w walkach nad kanałem Teltow. W okolicy berlińskiego ogrodu zoologicznego został ciężko ranny odłamkami od pocisku, który rozerwał się w pobliżu. 28 kwietnia 1945 zmarł w wyniku odniesionych ran.
Pochowany na Cmentarzu Bohaterów Radzieckich w Poznaniu na stokach Cytadeli.
Oprócz wspomnianych wyżej odznaczeń otrzymał też Order Lenina i Medal „Za obronę Stalingradu”.